# 野村久秀
野村 久秀（のむらひさひで、生没年不詳）は、日本の実業家、バスケットボール選手。高輪プリンスホテル支配人を務めたほか、立教大学時代にはバスケットボールの日本代表として極東選手権競技大会（極東オリンピック）で活躍した。

## 人物・経歴
静岡県出身。旧制沼津中学校（静岡県立沼津東高等学校の前身）に入学。同校では野球部に入り、4番打者として活躍し、ポジションはセンターや捕手を務めた。野村は、親には内緒で野球に没頭し、スパイク代も親を騙して捻出した。
同校卒業後、立教大学へ入学しバスケットボール部に入部。
1922年（大正11年）5月には、第2回全日本バスケットボール選手権大会が東京女子高等師範学校（お茶の水女子高等師範）を会場に開催され、立教大学はB組に出場し、決勝では強敵の大阪YMCAを大接戦の末に破って優勝した。立教大学の優勝チームは、野村久秀のほか、山内光和、佐々木権三郎、曽我、松崎一雄（後の立教学院理事長、森永商事社長）、野村瞳、垣らで構成された。A組は日本の大学バスケットボール競技の基礎を創った組織である東京YMCAが優勝した。立教大学はこの大会で優勝したことから、大学当局と学友会が大いに戦勝を祝すなどの盛り上がりを見せ、同年6月頃に各大学に先駆けて正式にバスケットボール部が発足することとなり、同年10月には大学体育会への加盟が認められた。
優勝の背景として、立教大学では前年の1921年（大正10年）に、東京YMCAにいた立教大学の校友の西村をバスケットボール部のコーチに招聘し、強化を進めた成果があった。加えて、築地から池袋へ移転後、大学に体育館が出来たものの、2,3年の間は室内設備が未完成だったところ、当時立教大学予科生で東京YMCAでプレーしていた野村憲夫と東京YMCAの西村らが整備に尽力し、同1921年（大正10年）9月初旬に完成し、野村憲夫を大将として競技部の有志5,6名が集まって、練習を開始したことがあった。
1922年（大正11年）、野村久秀は極東選手権競技大会（極東オリンピック）の日本代表選手となる。
1926年（大正15年）、立教大学商学部を卒業。
その後、高輪プリンスホテルに入社し、同ホテル支配人を務めた。